# Phytomyza aconitophila
Phytomyza aconitophila este o specie de muște din genul Phytomyza, familia Agromyzidae, descrisă de Friedrich Georg Hendel în anul 1927. Conform Catalogue of Life specia Phytomyza aconitophila nu are subspecii cunoscute.